# Malaysias Grand Prix 2001
Malaysias Grand Prix 2001 var det andra av 17 lopp ingående i formel 1-VM 2001.

## Resultat
1. Michael Schumacher, Ferrari, 10 poäng
2. Rubens Barrichello, Ferrari, 6
3. David Coulthard, McLaren-Mercedes, 4
4. Heinz-Harald Frentzen, Jordan-Honda, 3
5. Ralf Schumacher, Williams-BMW, 2
6. Mika Häkkinen, McLaren-Mercedes, 1
7. Jos Verstappen, Arrows-Asiatech
8. Jarno Trulli, Jordan-Honda
9. Jean Alesi, Prost-Acer
10. Luciano Burti, Jaguar-Cosworth
11. Jenson Button, Benetton-Renault
12. Gaston Mazzacane, Prost-Acer
13. Fernando Alonso, Minardi-European
14. Tarso Marques, Minardi-European

### Förare som bröt loppet
- Giancarlo Fisichella, Benetton-Renault (varv 31, bränsletryck)
- Jacques Villeneuve, BAR-Honda (3, snurrade av)
- Nick Heidfeld, Sauber-Petronas (3, snurrade av)
- Enrique Bernoldi, Arrows-Asiatech (3, snurrade av)
- Juan Pablo Montoya, Williams-BMW (3, snurrade av)
- Eddie Irvine, Jaguar-Cosworth (3, vattenläcka)
- Olivier Panis, BAR-Honda (1, oljeläcka)
- Kimi Räikkönen, Sauber-Petronas (0, transmission)

## VM-ställning
| Förarmästerskapet 1. Michael Schumacher, Ferrari, 20 2. Rubens Barrichello, Ferrari, 10 David Coulthard, McLaren-Mercedes, 10 3. Heinz-Harald Frentzen, Jordan-Honda, 5 | Konstruktörsmästerskapet 1. Ferrari, 30 2. McLaren-Mercedes, 11 3. Jordan-Honda, 5 |